# Bulič
Bulič je priimek v Sloveniji, ki ga je po podatkih Statističnega urada Republike Slovenije na dan 1. januarja 2010 uporabljalo 30 oseb in je med vsemi priimki po pogostosti uporabe uvrščen na 10.359. mesto.

## Znani slovenski nosilci priimka
- Dragan Bulič (*1949), glasbeni urednik

## Znani tuji nosilci priimka
- Sergej Konstantinovič Bulič (1859—1921), ruski jezikoslovec